# Acrolophus mora
Acrolophus mora är en fjärilsart som beskrevs av Augustus Radcliffe Grote 1882. Acrolophus mora ingår i släktet Acrolophus och familjen Acrolophidae. Inga underarter finns listade i Catalogue of Life.